# Johan Andersson (Rollstuhltennisspieler)
Johan Andersson (* 16. September 1984 in Västerås) ist ein ehemaliger schwedischer Rollstuhltennisspieler.

## Karriere
Johan Andersson startete in der Klasse der Quadriplegiker.
Er nahm an den Paralympischen Spielen im Jahr 2008 in Peking teil. Im Doppel schied er bereits in der ersten Runde aus, während er im Einzel das Finale erreichte. Dort unterlag er Peter Norfolk mit 2:6, 2:6 und gewann somit die Silbermedaille.
Beim Wheelchair Tennis Masters stand Johan Andersson dreimal im Finale. Im Einzel erreichte er dieses 2007 gegen David Wagner, dem er in drei Sätzen unterlag. Im selben Jahr stand er mit Christer Jansson auch im Endspiel der Doppelkonkurrenz, das sie gegen Wagner und Nick Taylor in zwei Sätzen verloren. Im Jahr darauf gelang ihm mit Bas van Erp als Partner sein einziger Titelgewinn, als sie im Doppel-Finale Wagner und Taylor in drei Sätzen bezwangen.
In der Weltrangliste erreichte er seine besten Platzierungen im Einzel mit Rang drei am 3. November 2008 und im Doppel mit Rang zwei am 29. November 2010. Die Saison 2010 war auch gleichzeitig seine letzte.